# Gundelia
Gundelia is een geslacht van stekelige, distelachtige, bloeiende planten uit de composietenfamilie (Asteraceae). Inzichten verschillen of er slechts een veelvormige soort is, Gundelia tournefortii, of dat meerdere soorten kunnen worden onderscheiden.
Ze groeien in de semi-woestijnachtige gebieden van Palestina, Armenië, Klein-Azië, Irak en Iran.
Deze plant trok in 1998 veel belangstelling, toen pollenkorrels die aan deze soort werden toegeschreven, werden gevonden op de Lijkwade van Turijn. Dit nieuws leek de authenticiteit van de lijkwade te onderbouwen. Sommige wetenschappers hebben gesuggereerd dat uit de aanwezigheid van dit pollen zou kunnen worden afgeleid dat de doornenkroon, een van de symbolen van de vernedering van Jezus Christus, met takken van Gundelia zou zijn gemaakt. Iets minder voor de hand liggend is dat de doornenkroon was samengesteld van de doornplant jujube (Zizyphus spina-christi) of mogelijk van allebei, hoewel er geen pollen op de Lijkwade van zijn aangetroffen.

## Verwantschap
Recente genetische analyse suggereert dat Gundelia verwant is aan Hymenonema, Scolymus en Catananche. Dit wordt tot uitdrukking gebracht in de onderstaande verwantschapsboom.
|  | Catananche                                              |
|  |                                                         |
|  | \| \| Hymenonema \| \| \| \| \| \| Scolymus \| \| \| \| |
|  |                                                         |
|  | Hymenonema                                              |
|  |                                                         |
|  | Scolymus                                                |
|  |                                                         |

|  | Hymenonema |
|  |            |
|  | Scolymus   |
|  |            |

|  | Catananche                                              |
|  |                                                         |
|  | \| \| Hymenonema \| \| \| \| \| \| Scolymus \| \| \| \| |
|  |                                                         |
|  | Hymenonema                                              |
|  |                                                         |
|  | Scolymus                                                |
|  |                                                         |

|  | Hymenonema |
|  |            |
|  | Scolymus   |
|  |            |